# Narcisa Hirsch
Narcisa Hirsch   (Berlín, 16 de gener de 1928 - San Carlos de Bariloche, 4 de maig de 2024) va ser una cineasta argentina d'origen alemany, pionera del cinema experimental argentí. En els seus inicis, es va dedicar a la pintura, el dibuix i happenings. A partir de la dècada del 1960 i 1970 va expandir la seva activitat en forma d'instal·lacions, objectes, performances, grafits i intervencions urbanes. En les seves obres exposa temes centrals com l'amor, el naixement i la mort, o bé interrogants sobre la condició femenina, recreats a través d'un llenguatge d'imatges particularment íntim, amb una marcada poesia visual i sonora.
Va realitzar més de 30 pel·lícules en súper-8, en 16 mm i vídeo digital, en les que figuren llargmetratges, curts, i documentals. Entre els títols més destacats es troben: Come out, Marabunta, A-dios, Taller, Ama-zona, Bebes, Mujeres, Homecoming, Pioneros, Ana donde estás, La pasión, Testamento y vida interior, El Aleph, Rumi i El mito de Narciso.

## Biografia
Narcisa Hirsch va néixer a Berlín el 1928. El seu pare va ser el pintor expressionista Heinrich Heuser i la seva mare Narcisa Kilian, besneta de Narcisa Pérez Millán, una dona argentina membre d'una coneguda família de terratinents. Va arribar a Buenos Aires en els començaments dels anys 1930 de visita però la guerra va impedir el seu retorn a Europa.

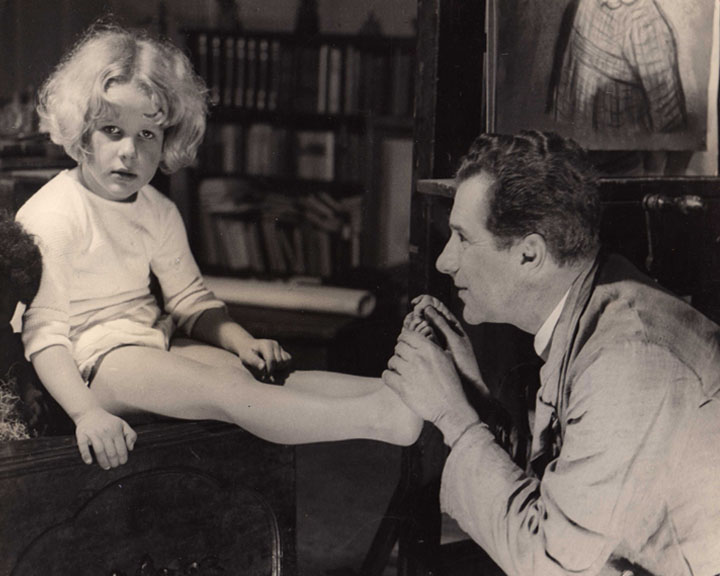
Narcisa Hirsch i el seu pare Heinrich Heusen

### Inici artístic
Com el seu pare, en els seus començaments va ser pintora i dibuixant, també va treballar en gravat i xilografies. A partir dels anys 1950 i 1960, Buenos Aires començava a treure el cap a les noves avantguardes artístiques. En el moment va coincidir amb la presència de Jorge Romero Brest, l'influent crític d'art de l'Instituto Di Tella qui havia decretat la mort de la pintura tradicional de cavallet.
Inspirada per aquestes idees i per les que van sorgir abans als Estats Units d'Amèrica dels nous formats de performance, LivingTheater i esdeveniments en espais no tradicionals. En la dècada del 191960 i 70 Narcisa Hirsch va expandir la seva activitat en forma d'instal·lacions, objectes, performances, grafits i intervencions urbanes.
Va ser llavors, poc abans de bolcar-se al cinema, que va començar amb happenings com a Manzanas i Bebés, entre d'altres. Un dels seus happenings més famosos, realitzat juntament amb Marie Louise Alemann, va ser Marabunta (1967), una gran estructura farcida de menjar i cobert amb coloms pintats de colors, registrat per Raymundo Gleyzer. Aleshores, a partir de la documentació fílmicac del procés creatiu, va endinsar-se en el registre cinematogràfic. Va començar filmant en 16 mm i més endavant en súper-8, un material fílmic molt barat que permetia fer pel·lícules que no fossin comercials.

### Grup Goethe
Juntament amb ella, atzarosament, es va crear un grup de cineastes que també filmaven i s'agrupaven per mostrar les seves pel·lícules en llocs que mai van ser cinemes o institucions. Excepcionalment, l'Institut Goethe va acompanyar per un temps aquest moviment i li va donar certa formalitat. En aquest petit grup de cineastes, estaven Casa Louise Alemann, Claudio Caldini, Horaci Vallereggio, Joan Villola i Juan José Mugni. Les obres van tenir el seu apogeu entre els anys 70 i 80. Van desafiar tant al cinema polític clandestí com a les narracions independents sense perdre el seu propi gest revolucionari. D'aquestes obres actualment és possible consultar-les per iniciativa del segell MQ2, una editorial especialitzada en cinema i vídeo experimental que té com a objecte principal la promoció i publicació d'artistes audiovisuals experimentals.

### La seva obra
Malgrat la seva reconeguda generositat, que entre d'altres va servir per estimular a altres realitzadors de l'anomenat Grup Goethe, Narcisa sempre va fer un camí independent a través del seu desenvolupament com a realitzadora. Si bé Narcisa compartia experiències amb altres cineastes, com Claudio Caldini o Casa-Louise Alemann, el seu camí ha estat bàsicament individual.
La majoria de les pel·lícules de Narcisa Hirsch, van ser filmades en aquesta època. Més endavant, quan el Super 8 havia desaparegut del mercat i va ser reemplaçat pel video, va començar a escriure i va publicar 3 llibres: La Passión, El Silencio i Aigokeros, un llibre d'assajos acompanyat d'haikus escrits en castellà i traduïts després al japonès.

## Obra
La producció artística de Narcisa Hirsch és una indivisibilitat entre el cinema i el “ser” que la origina. Narcisa Hirsch es nodreix amb avidesa a través dels seus sentit i intel·lecte. Des d'observar la naturalesa fins a llegir un text existencialista, des d'apreciar una reproducció d'art a mirar un dibuix del cervell humà, des de gaudir d'un diàleg amb Michael Snow al cim giratori d'un restaurant de Toronto a la quietud i silenci d'una estepa plena de cendres volcàniques. Totes les seves experiències conformen les molècules de la seva inspiració. Narcisa Hirsch assegura que la vida és inseparable de l'art, la inspiració ha de venir des de fora.
El cinema de Narcisa s'inicia amb relacions entre imatges mitjançant la poesia. En aquest sentit, la seva filmografia és esencialmente visual i experimental en esperit. Els seus films estan fets no només per a ella si no per un espectador actiu. L'espectador es proposa per complementar l'obra. I com Narcisa Hirsch assegurava “per a poder accedir a la complementar una peça cal temps i més d'un visionat. la màgia de la percepció i raonament s'amaga, precisament, en els llocs més foscos, com passa amb la vida"
Durant dècades ha treballat creant pel·lícules experimentals que representen el cos i la vida domèstica com a mitjà de crítica feminista. En les seves obres exposa temes centrals com l'amor, el naixement i la mort, o interrogants sobre la condició femenina, recreats a través d'un llenguatge d'imatges particularment íntim, amb una marcada poesia visual i sonora. Fins al moment té realitzades més de 30 pel·lícules en súper 8, en 16 mm i vídeo. En les que figuren llargmetratges, curts, i documentals.

### Filmografia
| Any  | Títol                                  | Duració   | Format              | Color |
| ---- | -------------------------------------- | --------- | ------------------- | ----- |
| 2011 | El mito de Narciso                     | 60'       | 16mm Super8 Digital | Color |
| 2007 | Celebración                            | 5'        | 16mm                | Color |
| 2006 | El erotismo del tiempo                 | 1'        | 16mm                | Color |
| 2005 | El mito de Narciso                     | 20'       | 16mm                | Color |
| 2005 | Aleph                                  | 1'        | 16mm                | Color |
| 2001 | Ama-zona                               | 10'38"    | Super8              | Color |
| 2001 | Homecoming                             | 30'       | Super8              | B/N   |
| 1999 | Rumi                                   | 27'       | 16mm                | Color |
| 1989 | A Dios                                 | 22'       | Super8              | Color |
| 1985 | Ana, ¿dónde estás?                     | 65'       | 16mm                | Color |
| 1984 | Para Virginia                          | 20'       | Super8              | Color |
| 1983 | Orelie Antoine, rey de la Patagonia    | 26'       | 16mm                | Color |
| 1979 | Mujeres                                | 24'08"    | Super8              | Color |
| 1979 | Pioneros                               | 60'       | 16mm                | Color |
| 1979 | Señales de vida                        | 10'       | Super8              | Color |
| 1977 | Testamento y vida interor              | 10'38"    | Super8              | Color |
| 1977 | Patagonia                              | 10'       | 16mm                | Color |
| 1976 | Aída                                   | 7'20"     | Super8              | Color |
| 1975 | Taller                                 | 11'       | 16mm                | Color |
| 1974 | Bebés                                  | 10'37"    | Super8              | Color |
| 1972 | Pink Freud                             | 8'52"     | 16mm                | Color |
| 1971 | Descendencia                           | 15'       | Super8              | Color |
| 1971 | Come Out                               | 11'37"    | 16mm                | Color |
| 1971 | Canciones napolitanas                  | 10'       | 16mm                | Color |
| 1970 | Patagonia                              | 16 miunts | 16mm                | Color |
| 1979 | Patagonia                              | 14'57"    | Super8              | Color |
| 1969 | Retrato de una artista como ser humano | 15'51"    | Super8              | Color |
| 1967 | Marabunta                              | 7'55''    | 16mm                | B/N   |
| 1966 | Manzanas                               | 4'29''    | 16mm                | B/N   |

A la seva filmografia apareixen temes tan lírics com existencialistes, tan humanistes com nihilistes, tan èpics com íntims. Narcisa sosté una vegada i una altra que fa poc més de copiar. Això representa una veritat a mitges. Més enllà de l'innegable aportació personal de l'artista, hi ha clares "influències", per exemple, de cinema underground nord-americà al llarg de la primera etapa de la seva filmografia
Els seus viatges a la ciutat de Nova York durant la dècada dels setanta li van permetre endinsar-se al cinema underground des d'un dels seus majors epicentres. Allà va visitar el Millenium8 i el Museu d'Art Modern de Nova York (MoMA), on va assistir a nombroses projeccions i va adquirir còpies de diverses pel·lícules experimentals que avui són part del seu filmoteca personal. Va conèixer a personatges com ara Carolee Schneemann, Howard Guttenplan, Gerard Malanga, Jonas Mekas, Sue Friedrich, Leopoldo Maler, Stan Brakhage, Steve Reich, Leonardo Katz i Kenneth Anger, entre d'altres.
Un altre artista que la va seduir va ser el canadenc Michael Snow, especialment amb el seu treball Wavelength. En el seu visionat, Narcisa Hirsch assegura que la va "torturar". Més aviat va ser un amor a segona vista, la qual cosa abunda en el cinema experimental. Considerava que l'estructuralisme, potser per la seva naturalesa deductiva i intel·lectual, resulta àrid comparat amb la riquesa del llenguatge de cinema. A més, l'estructuralisme, per definició i naturalesa, assassina la poesia. Potser per això s'esgota amb rapidesa i tal vegada hagi estat aquesta la raó per la qual Narcisa no va romandre en ell molt de temps.